# Hobart (Indiana)
Hobart és una població dels Estats Units a l'estat d'Indiana. Segons el cens del 2000 tenia 25.363 habitants.

## Demografia
Segons el cens del 2000, Hobart tenia 25.363 habitants, 9.855 habitatges, i 6.977 famílies. La densitat de població era de 373,6 habitants/km².
Dels 9.855 habitatges en un 30,6% hi vivien nens de menys de 18 anys, en un 56,3% hi vivien parelles casades, en un 10,4% dones solteres, i en un 29,2% no eren unitats familiars. En el 24,1% dels habitatges hi vivien persones soles el 10,4% de les quals corresponia a persones de 65 anys o més que vivien soles. El nombre mitjà de persones vivint en cada habitatge era de 2,55 i el nombre mitjà de persones que vivien en cada família era de 3,04.
Per edats la població es repartia de la següent manera: un 23,6% tenia menys de 18 anys, un 8,6% entre 18 i 24, un 29,7% entre 25 i 44, un 23% de 45 a 60 i un 15,1% 65 anys o més.
L'edat mediana era de 38 anys. Per cada 100 dones de 18 o més anys hi havia 91,7 homes.
La renda mediana per habitatge era de 34.759$ i la renda mediana per família de 35.078$. Els homes tenien una renda mediana de 43.702$ mentre que les dones 26.619$. La renda per capita de la població era de 21.508.662$. Entorn del 2,9% de les famílies i el 4,8% de la població estaven per davall del llindar de pobresa.

## Poblacions més properes
El següent diagrama mostra les poblacions més properes.